# Anemone robustostylosa
Anemone robustostylosa là một loài thực vật có hoa trong họ Mao lương. Loài này được R.H.Miao mô tả khoa học đầu tiên năm 1993.